# 东印度公司治下的印度
东印度公司治下的印度（Company rule in India，又称为东印度公司治理时期，Company Raj，Raj是印地语的词汇，意为管治），指不列颠东印度公司在印度次大陆建立的政权。东印度公司的管治始于1773年，以定都加尔各答，任命第一任总督沃伦·黑斯廷斯和确立自身对印度的直接管治为标志。在此之前，东印度公司的部队在布克萨尔战役中击败了孟加拉的军队，获得了在孟加拉和比哈尔征收税款的权力。1857年，印軍爆发嘩變，导致英国国会在次年引入通过印度政府法令，将东印度公司的领土交由英国政府直接管理，建立英属印度。

## 领土扩张
不列颠东印度公司建于1600年，起初称为“伦敦对东印度贸易商协会”（The Company of Merchants of London Trading into the East Indies）。1612年，莫卧儿帝国皇帝贾汉吉尔批准东印度公司在印度西岸的港口苏拉特建立贸易站。东印度公司因此在印度建立了第一个据点。1640年，南部的毗奢耶那伽罗帝国的时任皇帝，地华·拉亚二世（Deva Raya II）又批准了东印度公司在东南岸的马德拉斯建立贸易站。葡萄牙公主布拉干萨的凯瑟琳（Catherine of Braganza）和英国国王查理二世结婚的时候，葡萄牙向英国送出了离苏拉特不远的孟买贸易站，作为公主的嫁妆。东印度公司在1668年租借了这一岛屿。二十年后，东印度公司在东岸也建立了多个据点。最深入内陆的据点位于恒河三角洲的加尔各答。同一时间里，葡萄牙、荷兰、法国、丹麦东印度公司都在印度沿岸设立了类似的据点，不列颠东印度公司可以说是平平无奇的，时人很难会想象到，这间公司最后会在印度次大陆存在了这么长的一段时间。
普拉西战役和布克萨尔战役完结后，东印度公司巩固了自身在印度的地位，迫使莫卧儿帝国皇帝沙·阿拉姆二世将在孟加拉、比哈尔和奥里萨三地征收税款的权力，“Diwani”，交给东印度公司，使得东印度公司成为了“Diwan”。1773年，东印度公司成为了下恒河平原（Lower Gangetic plain）大片区域的实际统治机构。同时间，东印度公司也开始在孟买和马德拉斯附近进行扩张。四场英迈战争（Anglo-Mysore Wars）和三场英马战争完结后，东印度公司又控制了象泉河以南的大片地域。
东印度公司扩张的形式主要有两种。第一种是直接吞并印度土邦，并在当地直接进行管治。通过这种方式纳入东印度公司的版图之内的地区包括北方邦、德里、信德、旁遮普、西北边境省，和英锡战争结束后获得的克什米尔。不过，东印度公司在获得克什米尔后不久，就和查謨的多格拉王朝签署了阿姆利则条约（Treaty of Amritsar），出卖了克什米尔，使得此地从此成为了一个土邦。1854年，东印度公司又吞并了拜拉尔（Berar），奥都（Oudh）也在两年后，被东印度公司吞并。
东印度公司公司的第二种扩张形式是通过和当地君主签署条约，来使得后者承认东印度公司的霸权，代价是给予当地一定程度上的自治。这样做是因为东印度公司只是一间商业机构，受到制约，所以，要通过这种手段来获得管治的合法性。在最初的大半个世纪内，东印度公司最主要的支持者是附属联盟（Subsidiary alliance）的成员。到了19世纪初，大半个印度的地方政权，都是联盟的成员。东印度公司欢迎为了保住自己的领土，而加入联盟的当地君主。东印度公司认为这种非直接的管治方式是经济实惠的，因为这种管治方式不会带来直接管治所需的费用，也不会带来政治上的负面效果，还能够得到当地人的支持。同时间，东印度公司承诺“保护附属联盟的成员，尊重他们的传统和荣誉。”在这个制度之下建立的国家称为土邦，印度教君主称为大君（Maharaja），而穆斯林君主则称为太守（Nawab）。重要的土邦包括：科钦（Cochin）、赴斋浦尔（Jaipur）、特拉凡哥尔、海得拉巴（Hyderabad）、迈索尔（Mysore）、萨特莱杰河南诸邦（Cis-Sutlej Hill States）、印度中部诸邦（Central India Agency）、卡奇及古吉拉特盖克瓦德地区（Kutch and Gujarat Gaikwad territories）、拉杰普塔纳（Rajputana）和巴哈瓦尔布尔（Bahawalpur）。

## 历任总督列表
| 总督                        | 任期                         | 事件 |
| --------------------------- | ---------------------------- | --- |
| 沃伦·黑斯廷斯               | 1773年10月20日–1785年2月1日  | 1770年孟加拉饑荒 罗希拉战争 第一次英马战争 查理西饥荒 第二次英迈战争 |
| 查爾斯·康沃利斯             | 1786年9月12日–1793年10月28日 | 康沃利斯法規 永久協議 科钦成为英国的半保护国 第三次英迈战争 道耳巴拉饥荒 分离司法及税收系统 |
| 約翰·索爾                   | 1793年10月28日–1798年3月     | 重组、缩小东印度公司军队 赴斋浦尔、特拉凡哥尔成为英国的保护国 占领安达曼群岛 占领荷属锡兰沿海地区 |
| 理查德·韦尔斯利             | 1798年5月18日–1805年7月30日  | 海德拉巴尼萨签署条约，成为附属联盟的第一个成员 第四次英迈战争 奥都太守向东印度公司割让戈勒克布尔、罗希尔坎德两个专区，阿拉哈巴德、法塔赫布尔、埃达沃、迈恩布里、埃达六个县，和部分属于米尔扎布尔和特莱两个地区的领土 马拉地帝国宰相巴吉·拉奥二世签署勃生条约，加入附属联盟 德里战役 第二次英马战争 东印度公司吞并河间和阿格拉 建立割让及征服诸省 |
| 查爾斯·康沃利斯             | 1805年7月30日–1805年10月5日  | 前任总督发动多场战争，导致东印度公司财政紧张 康沃利斯受命议和，但客死他乡 |
| 乔治·希拉里奥·巴洛 （代理） | 1805年10月10日–1807年7月31日 | 韦洛尔叛乱 |
| 明托勋爵                    | 1807年7月31日–1813年10月4日  | 入侵爪哇 占领毛里求斯 |
| 黑斯廷斯侯爵                | 1813年10月4日–1823年1月9日   | 英尼战争 吞并库毛恩、加瓦尔和东锡金 萨特莱杰河南诸邦 第三次英马战争 拉杰普塔纳诸邦接受英国保护 建立新加坡 卡奇接受英国保护 巴罗达接受英国保护 印度中部诸邦 |
| 阿美士德勋爵                | 1823年8月1日–1828年3月13日   | 第一次英缅战争 缅甸向东印度公司割让德林达依、阿臘肯和阿萨姆 |
| 威廉·本廷克                 | 1828年7月4日–1835年3月20日   | 引入1829年孟加拉娑提法规，禁止寡妇殉葬 禁止强盗法令，1836年-1848年 迈索尔接受英国保护 巴哈瓦尔接受英国保护 东印度公司吞并古尔格 |
| 奥克兰勋爵                  | 1836年3月4日–1842年2月28日   | 建立西北边境省 建立邮政部 1837年-1838年阿格拉饥荒 东印度公司占领亞丁 第一次英阿战争 埃尔芬斯通的大军遭到屠杀 |
| 艾伦伯度勋爵                | 1842年1月28日–1844年6月      | 第一次英阿战争 吞并信德 印度奴隶法令 |
| 亨利·哈丁                   | 1844年7月23日–1848年1月12日  | 第一次英锡戰爭 锡克签署拉合尔条约，割让杰伊琼杜瓦巴、哈扎拉和克什米尔 查謨的古拉卜·辛格签署阿姆利则条约，购入克什米尔 |
| 达尔胡西侯爵                | 1848年1月12日–1856年2月28日  | 第二次英锡战争 旁遮普和西北边境省 印度铁路动工 禁止对改宗、改种姓者的法律歧视法令 架设第一条电报线路 第二次英缅战争 吞并下缅甸 恒河运河开通 吞并萨塔拉、齋浦爾、萨姆巴尔普尔、那格浦尔和占西 吞并比哈尔和奥都 首次引入邮票 公共电报开始运作 |
| 查爾斯·坎寧                 | 1856年2月28日–1858年11月1日  | 印度教寡妇再婚法令 创办第一间大学 印軍嘩變 英国国会通过1858年印度政府法令，不列颠东印度公司清盘 |

## 规章制度
在普拉西战役之前，东印度公司的领土，包括管辖区的首府，如加尔各答、马德拉斯和孟买，绝大部分都实行自治。自治机构称为“城镇委员会”（Town council），由商人组成。委员会的权力很小，只能管理地方事务，不过，它防止了东印度公司的官员滥用职权，犯下严重的错误。普拉西战役之后，东印度公司取得了孟加拉“Diwani”的头衔，开始受到英国公众关注。东印度公司的财政管理开始受到质疑 - 东印度公司的一些官员在返国的时候腰钱万贯，但是，东印度公司本身却出现了净亏损。有一些人声称，官员的财富都是通过极力搜刮而得来的。到了1772年，东印度公司已经要向政府借款维持运作。有人开始担心东印度公司贪污受贿的风气会传回英国。英国政府在这一问题上受到了考验。1773年，英国政府在进行了多次咨询之下，引入了规章法令（Regulating Act），法令的详题说明了它的目的：“以更好地管理东印度公司在印度和欧洲的事务”。
引入法令的英国首相诺斯勋爵起初计划将东印度公司的领土交给政府管理，但是，这一计划遭到了不少反对。因此，他被迫作出妥协，在法令中加入条文，承认东印度公司有权代表国王行使权利。不过，这也确立了君主对东印度公司领土的最终主权。法令通过后，东印度公司需要接受政府和国会的监管，各个方面的通讯，亦要接受政府审查。法令还确立了孟加拉威廉堡管辖区的至高地位。法令通过后，沃伦·黑斯廷斯获提名为总督，另外四人获提名为四人会议（Council of Four，又称加尔各答行政会议）成员，管理监视印度事务。次等管辖区，如马德拉斯圣乔治堡管辖区，和孟买管辖区，未经孟加拉总督会同行政会议（Governor-General of Bengal in Council）批准，不得擅自发动战争或签署条约 - 除非有擅自作出决定的必要。次等管辖区的总督，需要听从威廉堡总督的命令，也需要将一切重要的资讯，传达予威廉堡总督。不过，这一法令的条纹太过含糊，使得印度官员有机会对条文作出各种解释，印度政府因此没有作出改善，各总督、各地方总督、各行政会议成员之间，经常发生争执。法令也有针对贪污风气的条文：禁止东印度公司官员在当地进行自己进行贸易，或者是接受当地人的“礼物”。
威廉·皮特担任首相后，引入了另一条法令：1784年印度法令（India Act of 1784），在本土建立了一个委员会，监管东印度公司，阻止股东干预印度事务。该个委员会称为管理委员会（Board of Control），成员包括两名阁员（其中一名是财政大臣）为数六人。当时的国会，也存在一场有关孟加拉地主权利的辩论。国会最后达成了共识，支持孟加拉行政会议菲利普·弗朗西斯，同时也是沃伦·黑斯廷斯的政敌的观点，孟加拉的所有土地应被视为“当地地主和家族的地产和遗产”。法令考虑到东印度公司官员的所作所为，指出有无数人投诉印度各种王公贵族被人不公地剝奪了土地权、司法权和各种权利和特权。同时间，董事会的成员开始支持弗朗西斯的另一个主张：固定孟加拉的土地稅率，永不作出改动，为查爾斯·康沃利斯日后推行《永久協議》（Permanent Settlement）铺平了道路。印度法令也规定了地方管辖区，要加设一些职位，分管内政和军事事务。法令也扩大了孟加拉管辖区的权利。不过，因为通讯科技落后，印度其他地区仍然由其他人掌控的原因，次等管辖区在19世纪之前都有一定的自治权。1796年，东印度公司任命查爾斯·康沃利斯为新任总督。康沃利斯和前任总督黑斯廷斯相比，不但权力更大，而且还有内政大臣亨利·邓达斯（Henry Dundas）支持。1784年后，英国政府拥有了任命印度所有重要官员的权力。一个人是否适合担任总督，最重要的是他的政治关系，而不是管理能力。大部分总督都是保守派地方乡绅，只有少部分总督，如威廉·本廷克勋爵（Lord William Bentinck）和达尔胡西侯爵（Lord Dalhousie）是自由派的成员。
弹劾沃伦·黑斯廷斯期间所发生的的事情，改变了英国公众对东印度公司的观点。审讯为时极长，前前后后进行了七年。推动这一工作的人，除了埃德蒙·伯克以外，还有一些官员。伯克认为，黑斯廷斯的罪行不单有贪污受贿，还有完全按照自己的判断，无视法律，作出决定，故意对他人造成困扰。辩方则回应道，他的行为是考虑了印度习俗和传统的。虽然，伯克的演讲获得了不少掌声，也为印度带来了不少关注，但是，黑斯廷斯最后都是被判无罪，民族主义复苏是造成这个结果的原因之一。不过，伯克的努力也不是完全白费的，英国公众在他的努力之下，对东印度公司的印度领土，有了一种责任感。
进入19世纪后，商界出现了取消东印度公司垄断权的呼声。1813年，国会通过了特许状法令（Charter Act），为东印度公司的特许状续期。不过，法令取消了东印度公司垄断茶叶以外的商品的权利，而且向投资者和传教士开放了印度。英国君主和国会对东印度公司的监管越来越严密。到了19世纪20年代，英国君主会保护到印度传教或者做生意的英国国民。1833年，国会再度为东印度公司续约的时候，取消了东印度公司的商业智能，还将东印度公司的领土并入英国的版图之内，只是保留了东印度公司管理印度的权利。法令也赋予了总督会同行政会议监管全印度民政和军事大权的权力。出于管理新领土的原因，法令创设了一个新的管辖区，阿格拉管辖区（Presidency of Agra），方便进行管理。1856年，管辖区扩大了版图，最终成为阿格拉及奥都联合省。在同一段时间内，有人创设了副总督一职，管理孟加拉、比哈尔、奧里薩的事务，令印度总督可以专注于印度事务。

## 征收税款
1765年之前，孟加拉仍然实行莫卧儿帝国时代的收税制度：地税包收人（Zamindar）以莫卧儿帝国皇帝的名义，在“Diwan”的监督之下征收地税。在这一制度之下，土地没有单一的所有者，农民、包收人、政府都拥有土地的部分产权。包收人是政府和农民之间的中间人，通过经济租获利。在莫卧儿时代，土地的产权属于政府所有，包收人只是代替政府收税。东印度公司获得“Diwani”的头衔之后，因为不熟悉印度事务，而犯下了不少错误，甚至有可能加剧了1770年孟加拉饑荒。东印度公司并没有尽力缓解灾情。大饥荒的经济和文化影响非常深远。孟加拉作家Bankim Chandra Chattopadhyay在一个世纪后就创作了以此为题的小说Anandamath。
沃伦·黑斯廷斯担任总督后，东印度公司开始在孟加拉管辖区征收地税。为此，东印度公司在加尔各答和巴特那建立了税务委员会（Board of Revenue），还将之前的税收记录，由穆尔斯希达巴德运到加尔各答。奥都割让貝拿勒斯后，此处也开始实行新税收制度。貝拿勒斯的税收由常驻官员（Resident）负责。1774年，东印度公司为了遏制贪污风气，用省委员会取代了“区域稅吏”（District Collector）。各区都有印度稅吏协助委员会收税。稅吏（Collector）这一职衔的名称，反映了“印度政府地税征收的核心：这是政府的主要功能，它塑造政府的行政部门和管理模式。”
东印度公司延续了莫卧儿时期的税收制度。农民在这一税收制度之下，负担极其沉重，有三分之一的作物都要上缴。东印度公司决定以旧制度作自身税务政策的基准。不过，印度各地都有不同的收税方法。因此，东印度公司派出了一个巡回委员会，到孟加拉管辖区的新领土，进行视察，以作出决定。在作出决定前，首先建立一个临时的包税制度。东印度公司制定税收政策的目标是：一，平衡农民和包收人的利益。二，确保税收制度能最大限度地增加政府的收入，和稳固政府的管治。东印度公司初期的税收制度，和莫卧儿的相比，较为不正式，不过，为日后的官僚系统立下了基石。